# Velopharyngealer Verschluss

1 - Mundhöhle (Cavum oris)
2 - Nasenhöhle (Cavum nasi)
3 - harter Gaumen (Palatum durum)
4 - weicher Gaumen (Palatum molle)
5 - Gaumenzäpfchen (Uvula)
6 - Zungenwurzel (Radix linguae)
7 - Rachenhinterwand
8 - Schlundrachen (Laryngopharynx oder Pars laryngea pharyngis)
9 - Mundrachen (Oropharynx oder Pars oralis pharyngis)
10 - Nasenrachen (Nasopharynx oder Pars nasalis pharyngis)

Der velopharyngeale Verschluss (VP-Verschluss; auch velopharyngealer Abschluss - VPA - oder nasopharyngealer Verschluss) ist der kurzzeitige physiologische Verschluss des Nasenrachens (lat. Nasopharynx) durch das Gaumensegel (lat. Velum palatinum; weicher Gaumen - lat. Palatum molle). Durch den velopharyngealen Verschluss wird der Nasopharynx gegenüber dem Oropharynx abgedichtet, während des Sprechens schließen die velopharyngealen Muskeln den Oro- und Nasopharynx - velopharyngealer Sphinkter. Er ist für das Schlucken oder die Aussprache bestimmter Verschlusslaute wichtig. Der velopharyngeale Verschluss trennt bei der Bildung nichtnasaler Laute den Oropharynx vom Nasopharynx.
Beim Schluckakt, in der pharyngealen Transportphase, verhindert der velopharyngeale Verschluss des Gaumensegels gegen die Rachenhinterwand den Übertritt des Nahrungsbreis in die oberen Luftwege. Während des velopharyngealen Verschlusses bildet sich durch die Kontraktion der Rachenhinterwand an dieser ein querverlaufender Wulst, der Passavantsche Wulst, der sich dem Gaumensegel entgegenstreckt und den Verschluss verbessert.
Das Gaumensegel wird durch den Musculus levator veli palatini (Hebemuskel des Gaumensegels) und den Musculus tensor veli palatini (Gaumensegelspanner) an die Rachenhinterwand und Seitenwände gepresst. Die Muskulatur der Rachenwände besteht aus dem Musculus constrictor pharyngis superior (oberer Schlundschnürer) und dem Musculus palatopharyngeus (Gaumenrachenmuskel).

## Insuffizienter velopharyngealer Verschluss

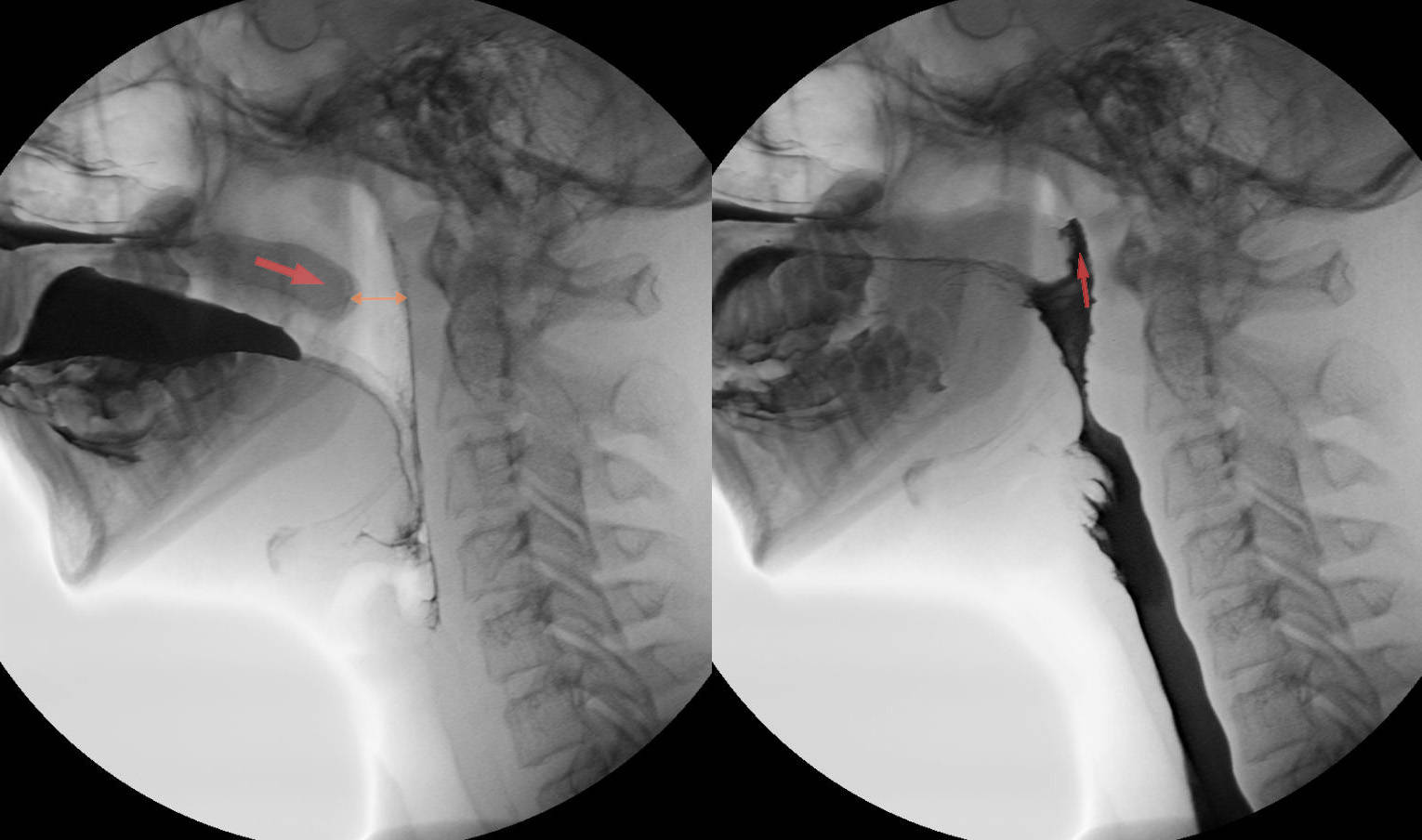
Strukturell insuffizienter velopharyngealer Abschluss in der Breischluckuntersuchung bei Gaumenspalte: Das verplumpte, verkürzte Velum reicht nicht an die Rachenhinterwand heran und es bleibt beim Schlucken eine Lücke, durch die Kontrastmittel nach oben in den Nasenrachen gelangt.

In der Kieferchirurgie stellt der unzureichende velopharyngeale Verschluss nach der chirurgischen Behandlung der Gaumenspalten ein Problem dar – funktionelle oder strukturelle velopharyngeale Insuffizienz (VPI), auch als Verschlussinsuffizienz bezeichnet. Rein funktionelle Störungen werden auch als velopharyngeale Dysfunktion (VPD) zusammengefasst.
Patienten mit vollständigen Gaumenspalten, die also auch das Gaumensegel mit betreffen, haben keinen velopharyngealen Verschluss. Die Ernährung von Säuglingen mit offenem Gaumen, auch wenn das Gaumensegel intakt ist, stellt ein Problem dar. Wegen des offenen Gaumens können sie keinen Unterdruck im Mund aufbauen und nicht saugen. Auch bei der Löffelfütterung kommt ihnen teilweise das Essen durch die Gaumenspalte wieder zur Nase heraus – ein Bolusanteil dringt in den Nasopharynx (nasale Regurgitation). Ein Versuch, um Abhilfe zu schaffen, ist eine Gaumenplatte aus Kunststoff als Obturator. Unter anderem wegen des mangelnden Abschlusses zum Nasenrachen neigen Spaltpatienten sehr häufig zu Mittelohrentzündungen. Die Eustachi-Röhre verbindet den Nasenrachen mit dem Mittelohr.
Um einen normalen Spracherwerb des Kleinkindes zu ermöglichen, wird eine Gaumenspalte möglichst früh geschlossen. Ein Problem stellt die Operationsnarbe dar. Sie hemmt teilweise das weitere Wachstum des Oberkiefers. Außerdem neigen Narben zur Narbenkontraktion. Selbst wenn unmittelbar nach der Operation des Gaumensegels eine ausreichende Länge vorliegt, um einen ausreichenden velopharyngealen Verschluss zu ermöglichen, kann sich diese Situation im weiteren Heilungsverlauf und Wachstumsprozess verschlechtern.
Kleine Verkürzungen des Gaumensegels (strukturelle VPI) sind nicht so problematisch, da die Muskulatur der Rachenhinterwand dem Gaumensegel beim velopharyngealen Verschluss entgegenkommt. Viel wichtiger ist die ausreichende postoperative Funktion (Motilität) der Muskulatur der weichen Gaumens. Bei unzureichendem velopharyngealen Verschluss muss eventuell die Hinterkante des Gaumensegels oder das Zäpfchen (lat. Uvula) mit der Hinterwand des Nasopharynx vernäht werden – Velopharyngealplastik (VPP). Die Luftpassage ist dabei nicht wesentlich beeinträchtigt, da zu beiden Seiten noch ausreichend Platz ist. Für den velopharyngealen Verschluss ist dann nur noch die Kontraktion der seitlichen und hinteren Rachenmuskulatur erforderlich. Die Seitenwände des Rachens entwickeln dann oft eine ausgeprägte Wandexkursion.
Um die VPI bei Spaltpatienten nicht zu verstärken, wird möglichst keine Adenotomie vorgenommen.
Zur orientierenden Untersuchung des velopharyngealen Verschlusses reicht eine Sprechprobe. Der Patient kann bei insuffizientem Verschluss den Verschlusslaut [k] nicht aussprechen. Statt „Kartoffeln im Keller“ sagt er dann „Gartoffeln im Geller“ und seine Sprache ist insgesamt schwer verständlich. Außerdem haben die Patienten Probleme mit den Öffnungs- und Verschlussbewegungen im velopharyngealen Bereich beim Übergang von Vokalen zu Konsonanten und umgekehrt. Für genauere klinische und experimentelle Untersuchungen wurden verschiedenste Messgeräte zur oronasalen Druckmessung und Aufzeichnung ersonnen, die unter anderem für die Beurteilung des Operationserfolges nach den verschiedenen Operationstechniken erforderlich sind. Insgesamt sind jedoch die quantitativen Erfassungsmethoden (z. B. intraorale Druckmessung; velopharyngeale Funktionsdiagnostik mit elektromagnetischer Artikulographie; aerodynamische Messungen durch Pressure-Flow-Verfahren; Druckdifferenzmessung; Sonogramm) noch nicht ausgereift und bleiben wegen des großen apparativen Aufwandes Therapiestudien vorbehalten. Die endoskopische Beurteilung der VPI, insbesondere die endoskopischen Videoaufzeichnungen von Sprechproben, ist eine Standardmethode. Weiterhin gibt es die Beurteilung mit einem flexiblen Nasopharyngoskop und die flexible Videonasopharyngoskopie.
Ein insuffizienter velopharyngealer Verschluss nach Gaumenspaltoperation ist oft therapieresistent. Sprechverbessernde Operationen und langjährige Sprachtherapien ohne befriedigende Symptomverbesserung sind keine Seltenheit und der Patient behält seinen näselnden Stimmklang (offenes Näseln, hypernasaler Stimmklang). Auch wenn beim Sprechen ein insuffizienter velopharyngealer Verschluss vorliegt, wird er beim Schlucken meist erreicht. Das trifft sowohl auf die funktionelle als auch auf die strukturelle VPI zu, da der Schluckakt viel langsamer und mit größerer Muskelkraft erfolgt. Die Lautbildung ist in erster Linie durch das Gaumensegel beeinflusst, während sie nur leicht durch das Bewegungsausmaß der Rachenseitenwände beeinflusst wird. Die Rachenhinterwand modifiziert die Lautbildung fast gar nicht. Beim Schluckakt kommt jedoch den Seiten- und Hinterwänden eine wichtige Bedeutung zu.

## Augmentative Pharyngoplastik
Die Vergrößerung (Augmentation), eigentlich der Aufbau der hinteren Rachenhinterwand zielt darauf, ab das Verschlussproblem zu lindern. Passavant versuchte 1862 die Weichgewebe der Rachenhinterwand vorzuverlagern, indem er in der Mittellinie zwei Palatopharyngealmuskeln miteinander vernähte, um den Passavantschen Wulst nachzubilden. Später versuchte er es durch Faltung eines Lappens aus der Rachenschleimhaut. Seitdem wurden verschiedene Techniken ausprobiert: Weichteilplastiken, Knorpelimplantation, Implantation oder Injektion verschiedener Kunstmaterialien (Unterfütterung der Rachenhinterwand mit Silikon, Teflon oder Kollagen). Die meisten Techniken wurden wegen ihrer unvorhersehbaren Ergebnisse wieder aufgegeben.